# ジョセフ・トゥペ
ジョセフ・トゥペ（Joseph Tupe、1991年3月14日 - ）は、ニュージーランドのラグビー選手。

## プロフィール
- ニュージーランド出身[1]。
- ポジションはナンバーエイト(No8)。
- 身長 190cm、体重 108kg

## 略歴
デラセラカレッジ、ベイオブプレンティーを経て、2017年、コカ・コーラレッドスパークスに加入。同年8月20日に行われたジャパンラグビートップリーグ第1節の宗像サニックスブルース戦に先発出場で日本での公式戦初出場を果たす。
2021年、宗像サニックスブルースに加入。